# Bệnh lao bò
Bệnh lao bò (Mycobacterium bovis) là một dạng bệnh lao xảy ra ở động vật, chủ yếu là ở bò nhà. Bệnh này phát triển chậm (chu kỳ thế hệ từ 16 đến 20 tiếng) do vi khuẩn sinh vật Aerobic gây nên.

### Dịch tễ học
M. bovis gây ra một tỷ lệ mắc bệnh tương đối nhỏ (<2%, khoảng 230 trường hợp) trong tổng số các trường hợp mắc bệnh lao tại Hoa kỳ. Trước đây, lây truyền M.bovis từ gia súc sang người khá phổ biến ở Hoa kỳ, tuy nhiên hiện nay đã giảm đáng kể do kiểm soát chặt chẽ dịch bệnh ở gia súc và tiệt trùng sữa bò.

### Lây truyền
M.bovis thường bị nhiễm qua đường tiêu hóa, uống sữa chưa tiệt trùng.
Nhiễm M.bovis cũng có thể xảy ra khi tiếp xúc trực tiếp với vết thương hoặc hít phải vi khuẩn trong không khí do động vật bị nhiễm M.bovis thở ra. Tuy nhiên khả năng truyền trực tiếp từ động vật sang người qua không khí được cho là hiếm. Nhưng M.bovis có thể lây lan trực tiếp từ người này sang người khác khi người bị bệnh ho hoặc hắt hơi.

### Yếu tố nguy cơ
Hầu hết, nguy cơ lây nhiễm M.bovis ở người rất thấp. Người có nguy cơ cao bao gồm:
- Các cá nhân làm việc với gia súc, bò rừng hoặc hươu, nai hay các sản phẩm từ các loài động vật như da, sữa, thịt.
- Người chăn nuôi, chăn nuôi bò sữa, làm việc trong lò mổ hoặc người bán thịt, săn bắn.
- Những người uống sữa tươi (chưa tiệt trùng) hoặc dùng sản phẩm sữa làm từ sữa tươi cũng có nguy cơ lớn.

### Triệu chứng
Không phải tất cả các trường hợp nhiễm lao đều bị bệnh lao. Do đó có thể không có triệu chứng nào cả. Ở người, các triệu chứng của bệnh lao M.bovis tương tự như các triệu chứng bệnh lao do M.tuberculosis: sốt, đổ mồ hôi đêm, giảm cân...Các triệu chứng khác có thể xảy ra tùy thuộc vào phần trên cơ thể bị ảnh hưởng.

### Điều trị
M.bovis được xử lý tương tự như M.tuberculosis. M.bovis thường có khả năng kháng một trong các loại kháng sinh thường được sử dụng để điều trị bệnh lao, pyrazinamid. Khả năng kháng pyrazinamid không gây ra vấn đề trong điều trị vì bệnh lao được điều trị bằng một phác đồ gồm nhiều loại thuốc kháng sinh khác nhau.
Hầu hết các kháng sinh thường dùng trong phác đồ đều gây ra những tổn thương trên gan gây tăng men gan, viêm gan...Do vậy, nên dùng những thuốc hoặc sản phẩm bổ sung giúp tăng cường chức năng gan, bảo vệ gan (Diệp hạ châu, BDD, Kim lao).

### Phòng ngừa
- Uống sữa đã tiệt trùng
- Người tiếp xúc với chất dịch cơ thể hay mô từ bò rừng hoang dã hay hươu nai vào vết thương nên đến ngay trung tâm y tế.
- Người tiếp xúc nhiều với gia súc, động vật khác có thể lây nhiễm M.bovis nên tới trung tâm y tế khi có bất kỳ triệu chứng gì của bệnh lao.
- Đối với người bị nhiễm lao, nên có các biện pháp tăng cường sức đề kháng của cơ thể giúp hạn chế khả năng phát triển thành lao bệnh. Có thể sử dụng sản phẩm bổ sung giúp tăng cường miễn dịch của cơ thể (sói rừng, nhàu, sữa ong chúa, kim lao).